# Bandeira de Al Fujayrah

Bandeira de 1975 à atualidade.

Bandeira de Fujayrah de 1952 até 1975.

Bandeira de Fujayrah até 1952.

A Bandeira de Al Fujayrah é a mesma dos Emirados Árabes Unidos, que é composta por uma faixa vermelha vertical, no lado esquerdo, e três faixas horizontais de igual altura nas cores verde, branco e preto. 

## História
As bandeiras tradicionais dos diversos países existentes ao longo do Golfo Pérsico, eram todas vermelhas. A primeira modificação ocorreu em 1820 por um tratado do Império Britânico e os chefes destes países. A partir disto a bandeiras dos emirados passaram a possuir uma faixa branca vertical à esquerda. Em 1902, Al Fujayrah volta a ter a bandeira totalmente vermelha, permanecendo assim até 1952, quando passa a ter o nome do emirado escrito em letras brancas na língua árabe (الفجيرة).
Em 1975, o Sheik Hamad bin Mohammed al Sharqi, que é o atual governante e que havia assumido o poder no ano anterior, abole a bandeira, adoptando, em vez disso, a bandeira dos Emirados Árabes Unidos.